# Эль-Идрисси, Мунаим
Мунаи́м Эль-Идрисси́ (араб. منعم الإدريسي‎; фр. Mounaïm El Idrissy; род. 10 февраля 1999, Мартиг) — французский футболист марокканского происхождения, нападающий клуба «Труа».

## Карьера

### «Аяччо»
Заниматься футболом начинал в французских клубов «Мариньян» и «Витроль». Позже футболист присоединился к клубу «Септемес», откуда в 2012 году перешёл в «Олимпик Марсель», где провёл лишь сезон. В 2013 году футболист продолжил заниматься футболом в академии «Аир Бел». В 2015 году футболист перешёл в «Аяччо». В конце 2016 года футболист стал подтягиваться к играм со второй командой клуба. Дебютировал за команду 17 декабря 2016 года в матче против клуба «Агд», выйдя на замену на 81 минуте. Свой дебютный гол забил 2 сентября 2018 года в матче против клуба «Кот Блё». За основную команду клуба футболист дебютировал 19 октября 2018 года в матче против «Гавра», выйдя на замену на 87 минуте.
Летом 2019 года футболист стал тренироваться с основной командой французского клуба. Первый матч в новом сезоне сыграл 26 июля 2019 года против «Гавра», выйдя на замену на 79 минуте. В своём следующем матче 2 августа 2019 года против клуба «Гренобль» отличился дебютным забитым голом. Футболист смог закрепиться в основной команде клуба, преимущественно выходя на поле со скамейки запасных. По итогу сезона вместе с клубом стал бронзовым призёром чемпионата. Также футболист продолжал привлекаться к матчам со второй командой клуба. Со следующего сезона футболист стал полноценно выступать в клубе с основной командой. В 2022 году футболист стал серебряным призёром чемпионата, получив прямое повышение в Лигу 1.
Дебютный матч в французской Лиге 1 сыграл 5 августа 2022 года против клуба «Олимпик Лион», выйдя на поле в стартовом составе. Своим первым забитым голом в сезоне отличился 21 августа 2022 года в матче против клуба «Ренн». На протяжении всего сезона футболист был ключевым игроком клуба, вместе с которым закончил чемпионат на итоговом восемнадцатом месте, вылетев назад в Лигу 2. Сам же футболист за сезон отличился 6 забитыми голами. В августе 2023 года футболист начинал сезон в составе французского клуба, за который успел провести всего лишь 3 матча, результативными действиями не отличившись.

### «Кортрейк»
В сентябре 2023 года футболист перешёл в бельгийский клуб «Кортрейк», с которым заключил трёхлетний контракт с опцией продления ещё на сезон. Дебютировал за клуб футболист 17 сентября 2023 года в матче против «Андерлехта», выйдя на замену на 92 минуте.